# Kolbanargjógv
Kolbanargjógv este un oraș din Insulele Faroe.